# Elasto Mania
Elasto Mania (ElMa) ist eine kostenpflichtige 2D-Geländemotorrad-Simulation aus dem Jahr 2000. Im Gegensatz zu anderen Motorrad-Simulationen steht hier das Erreichen des Ziels und nicht die Geschwindigkeit im Vordergrund. Für Profis steht jedoch die Geschwindigkeit zum Vergleich mit anderen Spielern an erster Stelle.

## Spielbeschreibung
Die Schwierigkeit besteht darin, das Motorrad durch verschiedene Level voller Hindernisse zu steuern. Es gilt dabei zu verhindern, dass der Kopf des Motorradfahrers das Gelände berührt. Bei zu schnellem Bremsen (oder Beschleunigen) kippt das Motorrad nach vorne (bzw. nach hinten). Um das Ziel, eine weiße Blume, zu aktivieren, müssen sämtliche Äpfel eingesammelt werden, welche im gesamten Level verteilt sind.
Durch die Leertaste lässt sich die Fahrtrichtung des Motorrads wechseln. Viele Level sind nur durch die enorme Elastizität des Motorrads zu schaffen. Absolviert man ein Level erfolgreich, kann man den Lauf als sogenanntes Replay speichern, um sich so beispielsweise in Online-Highscore-Listen einzutragen.
Die Vollversion umfasst insgesamt 54 Level sowie einen Level-Editor, mit dem weitere Level erstellt werden können. Auf verschiedenen Community-Websites stehen mehrere Tausend Level zum Download zur Verfügung.
Die letzte offiziell entwickelte Windows-Version 1.11a erschien im Jahr 2003. Diese Version wurde von Fans inoffiziell noch bis zur Version 1.2 weiterentwickelt. Unterdessen wurde das Spielprinzip in anderen Spielen umgesetzt und ausgebaut, darunter das Open-Source-Spiel X-Moto.
Im August 2014 wurde eine offizielle iOS-Version veröffentlicht. Im Unterschied zur Windows-Version enthält diese keinen Level-Editor, dafür aber bewegliche Elemente wie Türen und Lifte.

## Vergleichbare Spiele
- Evel Knievel (Game Boy Color)
- X-Moto (Windows/Mac/Linux/PSP)